# 彭六翮
彭六翮（？—？），字羽皇，江南全椒人，清朝政治人物。

## 生平
明末以太學生任福建鹽運司經歷。明亡仕清，陞運同。以清廉擢福州府知府，官至河南按察司副使。